# PP Девы
PP Девы (лат. PP Virginis), HD 122970 — одиночная переменная звезда в созвездии Девы на расстоянии приблизительно 413 световых лет (около 127 парсек) от Солнца. Звёздная величина диапазона синего (B) звезды — от +8,68m до +8,67m. Возраст звезды определён как около 501 млн лет.
Открыта Джеральдом Хэндлером и Эрнстом Паунценом в 1999 году***.

## Характеристики
PP Девы — жёлто-белая вращающаяся переменная звезда типа Альфы² Гончих Псов (ACVO) спектрального класса F0pCrEuSr, или F0CrEuSr, или F0. Масса — около 1,599 солнечной, радиус — около 1,88 солнечного, светимость — около 6,439 солнечной. Эффективная температура — около 6679 K.

## Планетная система
В 2019 году учёными, анализирующими данные проектов Hipparcos и Gaia, у звезды обнаружена планета HIP 68790 b.